# 勇心会 (侠道会)
勇心会（ゆうしんかい）は高知県高知市に本拠を置く暴力団。

## 略歴
平成18年（2006年）10月31日、高知県警察本部生活安全部薬物銃器対策課は、元プロ野球投手の野村貴仁を、覚せい剤取締法違反容疑で逮捕した。野村貴仁は、勇心会から覚せい剤を購入し、使用した疑いが持たれていた。野村貴仁は容疑を否認した。